# Сімпсон (округ, Кентуккі)
Шаблон:StateAbbr_ 36°44′ пн. ш. 86°35′ зх. д. / 36.74° пн. ш. 86.58° зх. д.
Округ Сімпсон (англ. Simpson County) — округ (графство) у штаті Кентуккі, США. Ідентифікатор округу 21213.

## Історія
Округ утворений 1819 року.

## Демографія
За даними перепису 
2000 року 
загальне населення округу становило 16405 осіб, зокрема міського населення було 9259, а сільського — 7146.
Серед мешканців округу чоловіків було 8003, а жінок — 8402. В окрузі було 6415 домогосподарств, 4637 родин, які мешкали в 7016 будинках.
Середній розмір родини становив 2,97.
Віковий розподіл населення поданий у таблиці:
| Стать    | До 15 років | 15-21 | 22-29 | 30-39 | 40-49 | 50-65 | 65-85 | Понад 85 |
| -------- | ----------- | ----- | ----- | ----- | ----- | ----- | ----- | -------- |
| Чоловіки | 1855        | 755   | 837   | 1237  | 1192  | 1268  | 779   | 80       |
| Жінки    | 1767        | 716   | 856   | 1234  | 1212  | 1323  | 1095  | 199      |

## Суміжні округи
- Воррен — північ
- Аллен — схід
- Самнер, Теннессі — південний схід
- Робертсон, Теннессі — південний захід
- Лоґан — захід

## Виноски
1. ↑  U.S. Decennial Census. United States Census Bureau. Архів оригіналу за 12 травня 2015. Процитовано 20 серпня 2014.
2. ↑  Historical Census Browser. University of Virginia Library. Архів оригіналу за 11 серпня 2012. Процитовано 20 серпня 2014.
3. ↑  Population of Counties by Decennial Census: 1900 to 1990. United States Census Bureau. Архів оригіналу за 13 жовтня 2014. Процитовано 20 серпня 2014.
4. ↑  Census 2000 PHC-T-4. Ranking Tables for Counties: 1990 and 2000 (PDF). United States Census Bureau. Архів оригіналу (PDF) за 18 грудня 2014. Процитовано 20 серпня 2014.
5. ↑  State & County QuickFacts. United States Census Bureau. Архів оригіналу за 18 липня 2011. Процитовано 6 березня 2014. [Архівовано 2011-08-12 у Wayback Machine.](англ.) Наведено за англійською вікіпедією.
6. ↑  American FactFinder. Бюро перепису населення США. Архів оригіналу за 26 лютого 2012. Процитовано 31 січня 2008. [Архівовано 2008-05-21 у Wayback Machine.]

| США | Це незавершена стаття з географії США. Ви можете допомогти проєкту, виправивши або дописавши її. |